# ノリ・デ・カストロ
マヌエル・ロイテリオ・デ・カストロ・ジュニア（Manuel Leuterio de Castro, Jr., 1949年7月6日 - ）は、フィリピンの政治家。放送ジャーナリストを務めた後、2001年6月に上院議員に選出され、2004年6月にグロリア・アロヨ大統領の伴走候補として副大統領に選出された。